# Джеймс, Рис (футболист, 1999)
Рис Лью́ис Джеймс (англ. Reece Lewis James; 8 декабря 1999) — английский футболист, правый защитник и капитан клуба «Челси» и национальной сборной Англии.

## Клубная карьера
Уроженец Редбриджа, Лондон, Джеймс с шестилетнего возраста тренировался в футбольной академии «Челси». В марте 2017 года подписал свой первый профессиональный контракт. В сезоне 2017/18 был капитаном команды «Челси» до 18 лет, которая выиграла Молодёжный кубок Англии и был признан лучшим игроком сезона в академии клуба. В июне 2018 года подписал новый четырёхлетний контракт с «Челси».
Летом 2018 года отправился в аренду в клуб Чемпионшипа «Уиган Атлетик» до окончания сезона 2018/19. Дебютировал за «латикс» 4 августа 2018 года в матче первого тура Чемпионшипа против «Шеффилд Уэнсдей». 4 ноября забил свой первый гол со штрафного удара в матче против «Лидс Юнайтед». Всего в сезоне 2018/19 провёл 45 матчей и забил 3 мяча в Чемпионшипе и был включён в состав символической «команды сезона» этого турнира. В мае 2019 года получил три клубные награды: игрок года по версии болельщиков, игрок года по версии игроков и автор лучшего гола сезона.
Летом 2019 года Рис Джеймс вернулся в «Челси» из аренды. В условиях трансферного запрета новый тренер «Челси» Фрэнк Лэмпард сделал ставку на молодёжь. Джеймс попал в число игроков, получивших свой шанс. Он закрепился в основном составе «синих» и в первый же сезон отыграл 37 матчей.
В сезоне 2020/21 стал победителем Лиги чемпионов УЕФА.

## Карьера в сборной
Выступал за сборные Англии до 18, до 19, до 20 лет и до 21 года.
В мае и июне 2017 года сыграл на Тулонском турнире в составе сборной Англии до 20 лет; англичане одержали на нём победу, а Джеймс был включён в символическую команду турнира. В июле 2017 года в составе сборной Англии до 19 лет выиграл чемпионат Европы.
Благодаря успешным выступлениям за клуб Джеймс получил вызов в первую сборную Англии, за которую дебютировал 8 октября 2020 года. Был включён в заявку сборной на Евро-2020, но сыграл лишь один матч на групповом этапе турнира.

## Достижения

### Командные достижения
Резервисты «Челси»
- Победитель Молодёжного кубка Англии (2): 2016/17, 2017/18
- Победитель Премьер-лиги (до 18 лет) (2): 2016/17, 2017/18

«Челси»
- Победитель Лиги чемпионов УЕФА: 2020/21
- Победитель Лиги конференций УЕФА: 2024/25
- Обладатель Суперкубка УЕФА: 2021
- Победитель Клубного чемпионата мира: 2025

Сборная Англии (до 19 лет)
- Победитель чемпионата Европы (до 19 лет): 2017[8]

Сборная Англии (до 20 лет)
- Победитель Тулонского турнира: 2017[9]

Сборная Англии
- Серебряный призёр Чемпионата Европы: 2020

### Личные достижения
- Игрок года в «Уиган Атлетик»: 2018/19[7]
- Игрок года в Академии «Челси»: 2017/18[2]
- Лучший молодой игрок финала Тулонского турнира: 2017
- Член символической команды Тулонского турнира: 2017

## Статистика выступлений
Данные приведены по состоянию на 15 мая 2024 года
| Выступление      | Выступление      | Выступление      | Чемпионат | Чемпионат | Кубки | Кубки | Еврокубки | Еврокубки | Прочие | Прочие | Итого | Итого |
| Клуб             | Лига             | Сезон            | Игры      | Голы      | Игры  | Голы  | Игры      | Голы      | Игры   | Голы   | Игры  | Голы  |
| ---------------- | ---------------- | ---------------- | --------- | --------- | ----- | ----- | --------- | --------- | ------ | ------ | ----- | ----- |
| → Уиган Атлетик  | Чемпионшип       | 2018/19          | 45        | 3         | 1     | 0     | 0         | 0         | 0      | 0      | 46    | 3     |
| → Уиган Атлетик  | Итого            | Итого            | 45        | 3         | 1     | 0     | 0         | 0         | 0      | 0      | 46    | 3     |
| Челси            | Премьер-лига     | 2019/20          | 24        | 0         | 7     | 1     | 6         | 1         | 0      | 0      | 37    | 2     |
| Челси            | Премьер-лига     | 2020/21          | 32        | 1         | 5     | 0     | 10        | 0         | 0      | 0      | 47    | 1     |
| Челси            | Премьер-лига     | 2021/22          | 26        | 5         | 7     | 0     | 6         | 1         | 0      | 0      | 39    | 6     |
| Челси            | Премьер-лига     | 2022/23          | 16        | 1         | 0     | 0     | 8         | 1         | 0      | 0      | 24    | 2     |
| Челси            | Премьер-лига     | 2023/24          | 10        | 0         | 1     | 0     | 0         | 0         | 0      | 0      | 11    | 0     |
| Челси            | Итого            | Итого            | 108       | 7         | 20    | 1     | 30        | 3         | 0      | 0      | 158   | 11    |
| Всего за карьеру | Всего за карьеру | Всего за карьеру | 153       | 10        | 21    | 1     | 30        | 3         | 0      | 0      | 204   | 14    |

## Личная жизнь
Сестра Риса, Лорен — профессиональная футболистка, выступает за женский футбольный клуб «Челси». Их отец, Найджел, является лицензированным тренером УЕФА, он тренировал Риса и Лорен.